# Léon Dury
Léon Dury, né le 12 mai 1822 à Lambesc et mort le 24 octobre 1891 à Marseille, est un médecin, enseignant, diplomate français au Japon.
Médecin de formation, il exerce comme médecin major pour la compagnie des Messageries Impériales. Il se rend au Japon où il est diplomate, consul de France à Nagasaki en 1862. Il développe l'enseignement du français au Japon à la demande du gouvernement japonais, à Nagasaki d'abord, puis à Kyoto et enfin Tokyo. Il rentre en France en 1877, avec le titre de consul honoraire du Japon à Marseille. Il a contribué à l'ouverture du Japon vers la France.

## Biographie

### Enfance et formation
Léon Dury, né le 12 mai 1822, est le neuvième enfant de Louis Dury et de Marie Anne Armieux dans une fratrie de treize. Son père est charron à Lambesc.
En octobre 1843, il entre au Grand Séminaire d’Aix-en-Provence où il étudie pendant trois ans. Après ses études, il renonce à la vie ecclésiastique.
Il étudie la médecine en cours du soir à l'Hôtel-Dieu de Marseille, sans finaliser un diplôme.  En 1852, il dirige la Compagnie de la ferme-école hospitalière de l’Algérie à Marseille. 
Il rencontre le docteur Antoine Clot-Bey dont il devient le secrétaire en 1853-1854. 

### Carrière médicale
Alors que sévit l’épidémie de choléra, en 1854, Léon Dury se porte volontaire pour assister les médecins à Marseille, puis à Toulon. Il est l’un des rares étudiants à recevoir une médaille de bronze décernée par le ministère de la Marine. En 1855, il embarque pour la Crimée en tant que médecin de bord. Il exerce comme médecin major pour la compagnie des Messageries Impériales, puis comme médecin de bord dans la Compagnie Générale de navigation à vapeur Bazin & Léon Gay.
Lors d’un voyage vers la Chine, il rencontre Eugène-Emmanuel Mermet-Cachon. Ce prêtre des Missions Etrangères a le projet de fonder une école et un hôpital européen à Hakodate, sur l'île d'Hokkaido. Il propose cette mission au docteur Dury qui accepte. Il embarque le 1er août 1861 chargé de matériel médical et arrive au Japon en mai 1862.  Il est nommé chirurgien directeur de l’hôpital de Hakodate par le gouvernement shogunal qui prévoit la construction d’un nouvel hôpital dans cette ville. Finalement, le projet n'aboutira pas.

### Carrière diplomatique
Jean Rousseille, directeur des Missions étrangères à Paris lui propose un poste consulaire à Hakodate. Le 23 mai 1862, le ministre plénipotentiaire chargé du consulat général, Gustave Duchesne de Bellecourt le nomme vice-consul de France à Yokohama. Dury se résout à accepter ce poste et s'installe à Yokohama, il est envoyé à Nagasaki en juillet 1862. Avec les prêtres missionnaires Louis Théodore Furet et Bernard Petitjean, il participe à la construction de l'église d'Oura qu'il inaugure le 15 février 1865. 

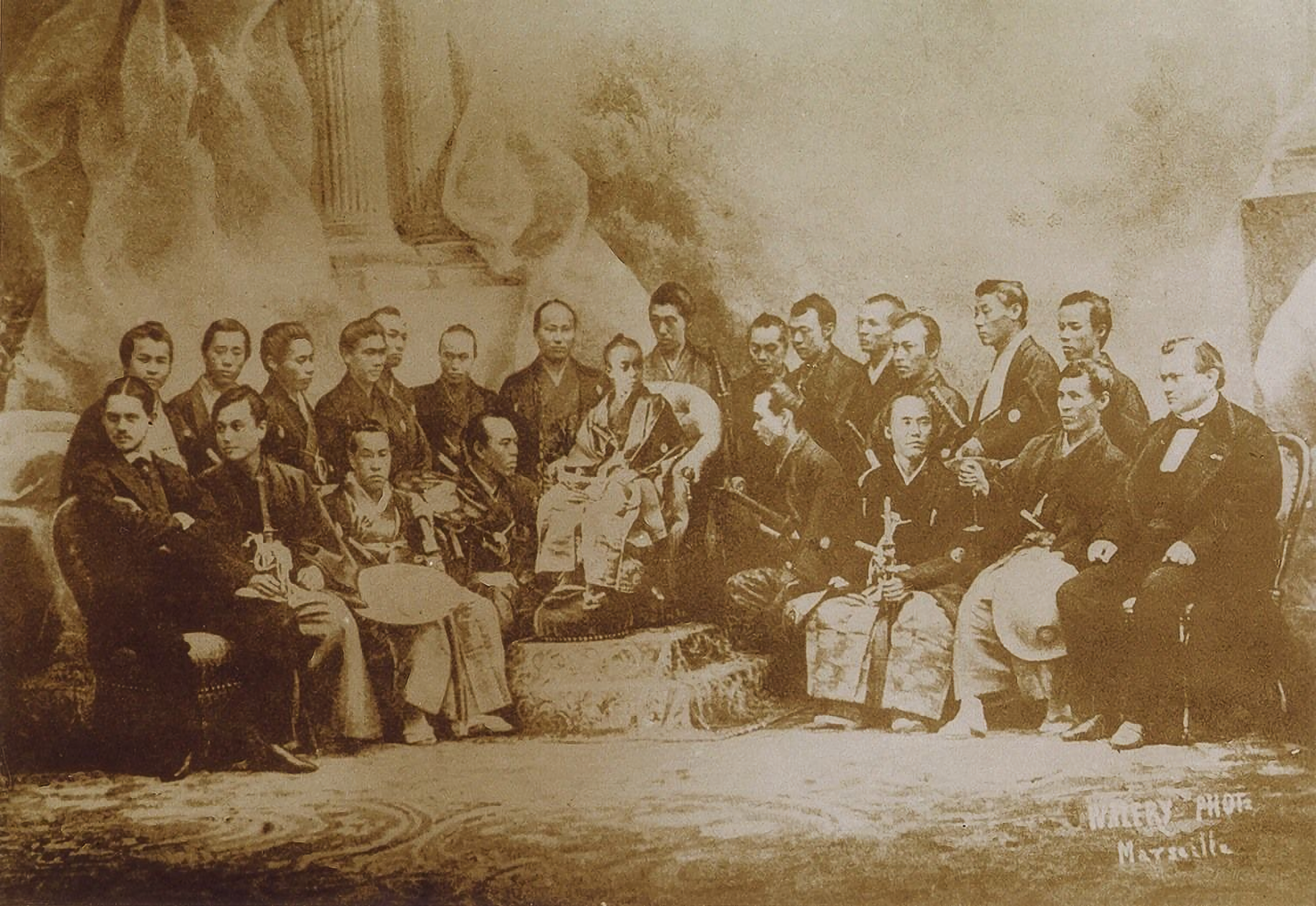
Léon Dury (1er rang à droite) avec la délégation japonaise pour l’Exposition universelle de Paris 1867. Au centre : Tokugawa Akitake, frère cadet du 15e shôgun Tokugawa Yoshinobu. Photo de l'accueil de la délégation à Marseille en avril 1867.

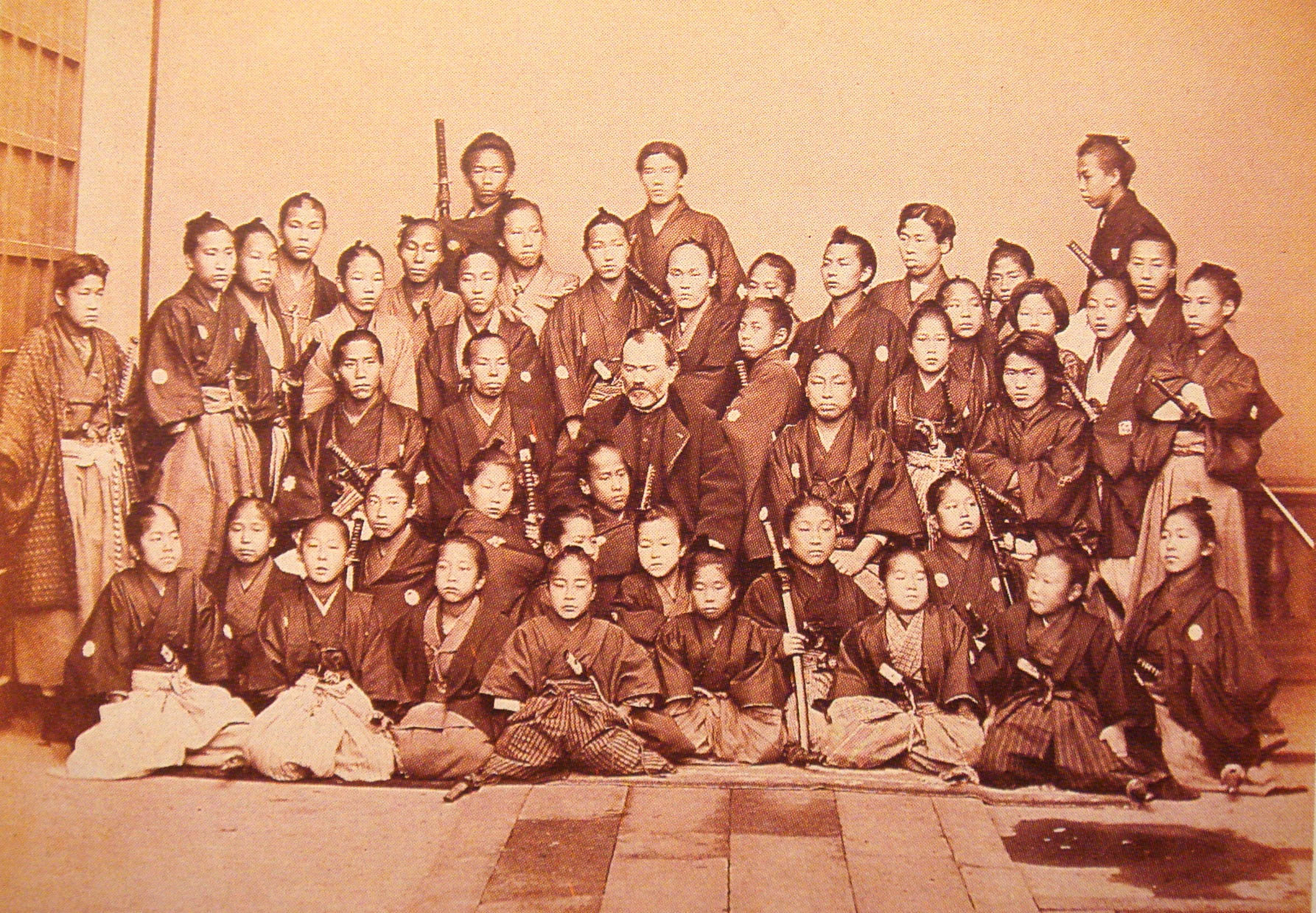
Léon Dury et ses étudiants, 1860.

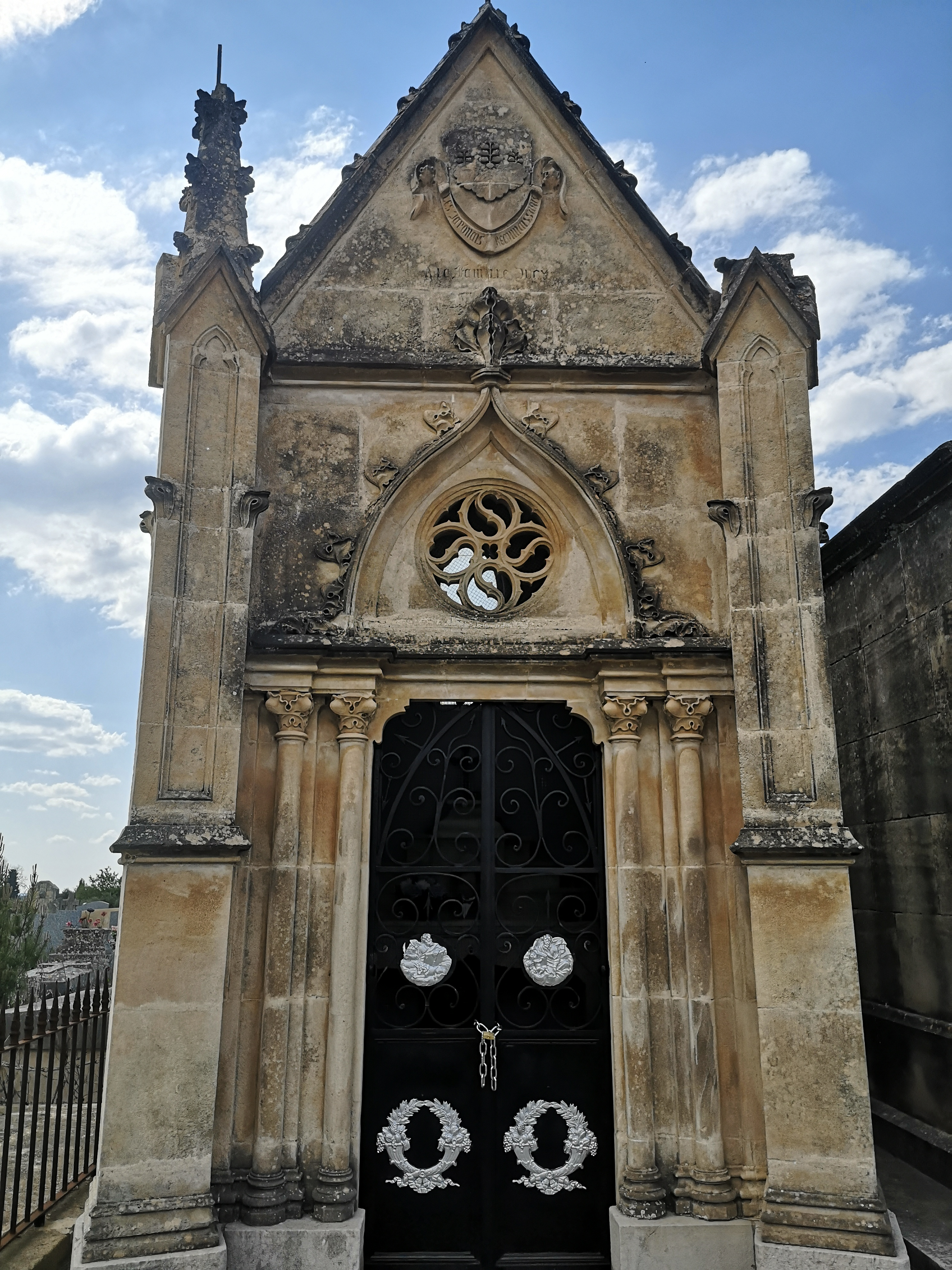
Chapelle funéraire de la famille Dury, cimetière de Lambesc.

En 1867, il se rend à Paris à l'Exposition universelle, avec les membres de la délégation japonaise. Cette première participation du Japon participe est un  succès pour le pavillon japonais. Dury a la mission officielle  de faciliter l'accueil et la vie quotidienne des Japonais, en particulier, celle de Tokugawa Akitake, frère cadet du 15e shôgun Tokugawa Yoshinobu. Il sert d'interprète et de chargé de communication. Il prend le temps d'établir des contacts pour promouvoir des échanges culturels, ou commerciaux, notamment pour la soie et l'industrie textile. Il fournit de la porcelaine japonaise au musée de Sèvres. S'intéressant à la botanique et aux plantes médicinales, il devient délégué officiel de la Société zoologique d’acclimatation pour le Japon. 

### Carrière enseignante
Pour promouvoir les échanges franco-japonais, il soumet le projet d'une école japonaise à Paris, et des séjours d'étudiants français au Japon, en proposant un financement avec des bourses d'études.      
Après son retour au Japon, Dury devient enseignant à Nagasaki jusqu'en juillet 1871, puis il est contacté par le gouvernement de Kyoto, sur recommandation du consul britannique de Kobe Abel Gower, pour prendre dès octobre 1871 la direction de la section française de l'Ôgakusha, première école d'études françaises de Kyoto, faisant également de lui le premier Français officiellement résident de Kyoto. Il s'installe ensuite à Tokyo en mars 1875, où il enseigne jusqu'en 1877 la langue, l'histoire et la littérature française dans une école appelée Kaisei Gakkō qui deviendra l'Université de Tokyo.     
Plusieurs de ses élèves lui sont fidèles, ils vont occuper des fonctions importantes dans leur pays. Émile Guimet en voyage au Japon s'adresse à Dury dont il apprécie les élèves, car il a besoin d'interprète cultivé. Satisfait des élèves de Dury, il propose à plusieurs d'entre eux de l'accompagner à Lyon pour l'étude de ses collections. Guimet ne réussit pas à ouvrir une école, mais il fonde le musée Guimet à Lyon et le musée des arts asiatiques à Paris. Dury et Guimet vont rester amis.     
En 1878, après dix-huit ans passé au Japon, Léon Dury et son épouse rentrent en France, accompagnés de huit étudiants japonais. Dury va continuer à s'occuper de la scolarité et de l'accueil des jeunes japonais.   
Il est nommé consul honoraire du Japon à Marseille le 2 avril 1888.   
Le 24 octobre 1891, Léon Dury meurt à Marseille, 3 rue Estelle. Il est inhumé au cimetière de Lambesc, dans la chapelle funéraire de sa famille sur le fronton de laquelle ses amis japonais ont fait graver la mention « Les Japonais reconnaissants à la famille Dury ».    

#### Ses élèves
- Motono Ichirō (en) (1862-1918) est ambassadeur du Japon en Russie, ministre des affaires étrangères de 1914 à 1918.

- Inabata Katsutarō (1862-1949) Au lycée la Martinière à Lyon où il rencontre Auguste Lumière, il étudie la teinturerie de soie, puis la chimie à l'université. Ce pionnier du cinéma japonais introduit le cinématographe au Japon[21]. Il crée sa propre entreprise Inabata & Co., Ltd. et devient un industriel influent. Il est président de la chambre de commerce et d'industrie.

- Kowashi Inoue (1843-1895) est membre du conseil privé de l'empereur, puis ministre de l'éducation au Japon en 1893.

- Tokutaro Kondō (1856-1920) est un industriel textile. Remarqué en 1876 par Emile Guimet qui l'engage comme interprète :« J’ai prié M. Dury de me donner un de ses élèves, le jeune Kondo, qui m’a déjà plusieurs fois servi d’interprète avec beaucoup de complaisance et d’intelligence. »[16]Il étudie à Lyon les techniques du tissage.

- Saionji Kinmochi (1849-1940) est premier ministre du Japon du 7 janvier 1906 au 14 juillet 1908, et du 30 août 1911 au 21 décembre 1912.

- Rokurō Tanzan (1852-1897) est très réputé comme artiste céramiste de la période Meiji, il est reconnu pour la mise au point de sa technique et la qualité des décors de ses productions[22].

- Tadazumi Yamada (1855-1917) étudie au lycée La Martinière, à Lyon. Il est consul du Japon à Lyon. Il épouse une française Marguerite Varot. Leur fille est l'écrivaine Kikou Yamata.

## Sociétés savantes
- Société royale géographique de Londres.
- Société d’ethnographie américaine et orientale, en 1861[23].
- Société zoologique d’acclimatation, membre le 20 juillet 1861[24].

## Distinctions
- Chevalier de l'ordre de Saint-Sylvestre
- Chevalier de la Légion d'honneur
- Il reçoit la médaille de chevalier de la Légion d’honneur en 1856, pour son travail de médecin pendant la guerre de Crimée.
- Il est décoré comme officier 4e classe de l'Ordre du Soleil levant en 1885 en reconnaissance de son action en faveur du rapprochement entre la France et le Japon.
- Il est distingué comme chevalier par l'Ordre de Saint-Sylvestre.

## Hommages
Dès 1896, un projet de monument commémoratif est décidé par ses anciens élèves et amis. Inaugurée en juillet 1899, une stèle en l’honneur de Léon Dury est alors placée dans le parc du temple Nanzen-ji, voisin du lieu où il avait habité à Kyoto. Cette pierre de deux mètres de haut est actuellement installée dans le jardin de l'Institut français du Japon - Kansai.